# Rally Reino de León
El Rally Reino de León es una prueba de rally organizada por la escudería ATK Motorsport desde 2021 en la localidad de León (Castilla y León, España) y es puntuable para el Copa de España de Rallyes de Tierra y el Campeonato de Tierra de Castilla y León. En su primera edición entró en el calendario del Súper Campeonato de España de Rally.
La organización, que venía de celebrar el Rally de Tierra Ciudad de Astorga, quiso inicialmente llevar a cabo la prueba en el año 2020 con el nombre de Rallye de Tierra ATK y dentro del calendario del campeonato nacional de tierra pero no pudo llevarla a cabo debido a la pandemia de COVID-19. La primera edición se celebró finalmente del 3 al 4 de diciembre de 2021 y cerró el calendario de la recién creada Copa de España de Rallyes de Tierra y del Súper Campeonato. Con la nieve como protagonista que complicó la labor a los pilotos Iván Ares en su habitual Hyundai i20 R5 se impuso por 45 segundos de diferencia sobre Alexander Villanueva y por más de dos y medio sobre Oriol Gómez tercero en la clasificación final. Este era la tercera victoria de la temporada para Ares que lograba así proclamarse ganador de la Copa de España de Tierra.
La segunda edición se disputó en el mes de junio y al contrario que la anterior el calor y el polvo hicieron acto de presencia aunque con algo de lluvia e incluso algo de granizo. Oriol Gómez lograba una victoria a nivel nacional  veinte años después de la última. Lo hizo por delante de Alexander Villanueva y Félix Macías, segundo y tercero respectivamente. Macías que logró liderar la prueba, sufrió un pinchazo que le hizo perder mucho tiempo y solo pudo ser tercero.

## Palmarés
| Año  | Edición                 | Piloto               | Copiloto        | Automóvil              | Series      |
| ---- | ----------------------- | -------------------- | --------------- | ---------------------- | ----------- |
| 2021 | 1.º Rally Reino de León | Iván Ares            | David Vázquez   | Hyundai i20 R5         | S-CER, Copa |
| 2022 | 2.º Rally Reino de León | Oriol Gómez          | José Murado     | Volkswagen Polo GTI R5 | Copa        |
| 2023 | 3.º Rally Reino de León | Juan Carlos Quintana | Javier Martínez | Škoda Fabia Rally2 evo | Copa        |